# Abbaye de Fährbrück
L’abbaye de Fährbrück est une abbaye augustine et  anciennement bénédictine à Hausen bei Würzburg.

## Histoire
L'origine et l'âge de l'église de pèlerinage ne sont pas documentés, mais on peut supposer avec un degré de probabilité élevé que le pèlerinage de Fährbrück existe depuis environ le XIVe siècle. En 1164, un chevalier de Wickershausen fait don de ses biens dans les environs de la commune actuelle de Hausen à l'abbaye de Neustadt am Main (de). Il s'agit probablement de la motte castrale aujourd'hui près d'Erbshausen-Sulzwiesen et du village actuel d'Unterhof, l'ancien domaine du chevalier, car selon un document de 1414, Wickershausen est près de Burggrumbach.
Les bénédictins de Neustadt am Main construisent une chapelle pour les paysans qui travaillent dans leurs domaines et dans les domaines voisins probablement en lien avec l'abbaye-mère de Neustadt am Main. L'élection de Wolfgang de Ratisbonne comme patron de Hausen et celle d'Alban de Mayence comme patron d'Erbshausen-Sulzwiesen remontent également à leurs fondations.
Après 250 ans de résidence, les bénédictins abandonnent leurs biens en 1414 et quittent Fährbrück. Depuis la création de la paroisse de Bergtheim (1250), l'église abbatiale Saint-Grégoire n'a plus de droits paroissiaux. Bergtheim est désormais la paroisse responsable de Hausen, Erbshausen-Sulzwiesen et Fährbrück. En 1613, Hausen devient une paroisse indépendante. Fährbrück et Erbshausen-Sulzwiesen sont séparés de Bergtheim et placés sous la nouvelle paroisse de Hausen.
Du XIIe siècle à la guerre des Paysans allemands en 1525, Fährbrück est un lieu de pèlerinage très visité. La Réforme en 1517 et surtout la guerre des paysans portent un coup presque fatal à l'église et au pèlerinage. L'église de pèlerinage et plusieurs maisons sont incendiées et totalement détruites. Le prince-évêque de Wurtzbourg Jules Echter von Mespelbrunn semble avoir peu d'amour pour Fährbrück, car au lieu de reconstruire l'église de pèlerinage détruite, il fait même démolir les murs restants. Il prend possession du domaine Jobsthal près de Hausen en 1580 et laisse l'usufruit au Juliusspital. Il fait donc réparer les bâtiments et l'église de Jobsthal, consacrée à Josse, avec les ruines et les restes de l'église de pèlerinage de Fährbrück. Les pèlerinages sans église de pèlerinage sont attestés de 1525 à 1651. Ces nombreux pèlerinages donnent l'idée de reconstruire une petite église sur l'ancien site.
Les murs de fondation sont déjà en place et les matériaux de construction sont introduits lorsque l'invasion de la Suède met soudainement fin à l'entreprise. Après l'expulsion des Suédois en 1635, le nouveau bâtiment est relancé, mais les troubles de la guerre de Trente Ans (1618-1648) font échouer à nouveau tous les plans. Une nouvelle chapelle de pèlerinage entièrement en bois est construite en 1651. Plusieurs milliers de croyants font un pèlerinage à Fährbrück lors des fêtes mariales suivantes. Dès 1653, après deux ans, la nouvelle église doit être doublée. Le 1er octobre 1656, l'extension est solennellement consacrée par l'évêque auxiliaire de Wurtzbourg Melchior Söllner. La construction et l'extension ont pour maître d'œuvre Johann Bartholomäus Heinrich von Arnstein.
Le prince-évêque de Wurtzbourg Johann Gottfried von Guttenberg fait construire le sanctuaire actuel, qui est commencé en 1683 et achevé en 1697. Le constructeur est Antonio Petrini. Le point de repère distinctif de Fährbrück est le münster avec sa tour de 58 mètres de haut.
En 1843, l'association des hommes catholiques St. Hubertus Fährbrück est fondée dans la forêt de Gramschatz (de) par des chasseurs et en 1853 subordonnée à Notre-Dame. L'association compte environ 3 000 membres et s'engage, entre autres, dans l'aide sociale (jardin d'enfants…).
En 1867, les rédemptoristes relancent l'abbaye de Fährbrück, mais en sont bientôt expulsés à la suite de la Kulturkampf exercée de 1871 à 1878. Les Augustins s'installent en 1880.
L'orgue romantique tardif du facteur de Wurtzbourg Martin Joseph Schlimbach (de) est installé en 1900 et comporte 17 registres et trois accouplements.
Le 1er mars 1976, l'association paroissiale de Fährbrück est fondée. Un an plus tôt, les pasteurs avaient déjà discuté de la création officielle de l'association paroissiale de Fährbrück avec tous les membres des conseils paroissiaux et des administrations paroissiales de Fährbrück, Hausen, Erbshausen-Sulzwiesen, Gramschatz, Opferbaum, Rieden, Hilpertshausen et Rupprechtshausen. L'association paroissiale organise également, entre autres, la procession, les fêtes, les pèlerinages collectifs et le service de nettoyage.
En 2002, l'église de pèlerinage de Fährbrück est entièrement rénovée.

## Klosterstudie
Le monastère a participé au Klosterstudie (de). Selon les résultats, les religieuses et les femmes de la population générale vivent presque aussi longtemps, suivies de près par les moines, qui ont une espérance de vie moyenne d'un à deux ans plus courte que les deux groupes de femmes. Les hommes de la population générale, qui vivent en moyenne six ans de moins que les religieuses et les femmes de la population générale et jusqu'à quatre ans et demi de moins que les moines, sont clairement à la traîne.